# Daga församling
Daga församling är en församling i Domprosteriet i Strängnäs stift. Församlingen ligger i Gnesta kommun i Södermanlands län. Församlingen utgör ett eget pastorat.

## Administrativ historik
Församlingen bildades 2006 genom sammanslagning av Björnlunda församling, Gryts församling och Gåsinge-Dillnäs församling.

## Kyrkor
- Björnlunda kyrka
- Dillnäs kyrka
- Gryts kyrka
- Gåsinge kyrka